# قائمة قرى السويداء

## قرى المقرن الشمالي الشرقي
1. قرية سليم
2. قرية عتيل
3. قرية قنوات
4. قرية مفعلة
5. بريكة(سوريا)
6. مردك
7. بلدة شهبا
8. ام الزيتون
9. السويمرة
10. المتونة
11. لاهثة
12. الهيت
13. الهيات
14. البثينة
15. تعلا
16. عمرة
17. الحقف
18. الخالدية
19. السالمية
20. الرضيمة
21. الصورةالصغيرة
22. الصورة الكبيرة
23. خلخلة
24. حزم
25. ام حارتين
26. ذكير
27. شقا
28. الجنينة
29. تيما
30. بارك
31. نمرة
32. الغيضة
33. ام الزيتون
34. ام قصر

## قرن المقرن الغربي
1. قرية نجران
2. قرية عريقة
3. قرية الخرسا
4. قرية داما
5. قرية صميد
6. قرية مجادل
7. قرية المزرعة
8. قرية المجدل
9. قرية ريمة اللحف
10. جديا
11. صلاخد
12. قرية كفر اللحف
13. خربة جدل
14. قرية ولغا
15. قرية الدور
16. قرية تعارة
17. قرية سميع
18. قرية قراصة
19. قرية لبين
20. قرية جرين
21. قرية حران
22. قرية صما الهنيدات
23. قرية الطيرة
24. قرية الثعلة
25. قرية سكاكا
26. قرية الداره
27. قرية الاصلحه
28. قرية كناكر
29. خربة ام العلق
30. قرية الدويرة
31. قرية ريمة حازم

## قرى المقرن الجنوبي
1. قرية مصاد
2. قرية الرحى
3. قرية الكفر
4. قرية حبران
5. خربة كويرس( حبران)
6. قرية سهوة بلاطة
7. قرية رساس
8. قرية العفينة
9. قرية عرى
10. قرية المجيمر
11. خربا
12. جبيب
13. قرية القريا
14. قرية نمره
15. قرية حوط
16. قرية بكا
17. قرية ذيبين
18. قرية أم الرمان
19. بلدة الغاريه
20. قرية عنز
21. قرية المغير
22. قرية خربة عواد
23. قرية العانات
24. قرية المشقوق
25. قرية الرافقه
26. قرية المنيذره
27. خربة العليقه

## قرى المقرن الشرقي
1. قرية ام رواق
2. الطيبة
3. طربا
4. العجيلات
5. غيضة حمايل
6. قرية عرمان
7. مدينة صلخد
8. قرية شنيرة
9. مجدل الشور
10. صما البردان
11. قرية امتان
12. قرية خازمة
13. بلدة ملح
14. قرية سهوة الخضر
15. مياماس
16. قرية رامى
17. قرية أم ضبيب
18. عراجة
19. دوما
20. الرضيمة الشرقية
21. الشريحي
22. بهم
23. تحولا
24. المشنف
25. الحريسه
26. تل اللوز
27. طللين
28. أبو زريق
29. قرية سالي
30. قرية شعف
31. الرشيده
32. الكسيب
33. بوسان
34. قرية الهويا
35. الشبكي
36. اسعنا
37. قرية قيصما
38. قرية شبكي